# Зенон (консул 448 г.)
Вижте пояснителната страница за други личности с името Зенон (Византийска империя).
Флавий Зенон (на латински: Flavius Zeno) е политик на Източната Римска империя през 5 век.

## Биография
Зенон е от исаврийски произход. Между 447 и 451 г. той е magister militum per Orientem. През 448 г. той е консул заедно с Руфий Претекстат Постумиан на Запад. През 451 г. е номиниран за patricius.